# Cadran solaire du col de Cabre
Le cadran solaire du col de Cabre est un cadran solaire monumental situé à La Beaume, en France.

## Description
Le cadran solaire est situé sur la commune de La Beaume, dans le département français des Hautes-Alpes, à l'ouest du village sur la route départementale 993 en direction du col de Cabre, à la sortie d'un tunnel. Il est sculpté à même le rocher à cinquante mètres environ au-dessus de la route.
Il est gravé dans le rocher sur une table de 35 m2 et fait 7 mètres de haut.
Il s'agit d'un cadran légèrement incliné, déclinant vers l'ouest d'une dizaine de degrés, gravé sur une surface rocheuse aplanie. 
Au-dessus du cadran est inscrite l'inscription suivante : « 1807 - 4ème année du règne de Napoléon le Grand. O toi qui passes en ces lieux vois l'ouvrage de Ladoucette. Il me fait parler à tes yeux. Tu suis la route qu'il a faite. ».

## Historique
La cadran solaire est construit en 1807 en hommage à Charles-François de Ladoucette, baron d'Empire et préfet des Hautes-Alpes, créateur de nombreuses routes dans le département et précisément celle reliant Gap à Valence par le col de Cabre.
Le cadran est inscrit au titre des monuments historiques par arrêté du 21 octobre 1986. Il a été restauré par l'Atelier Tournesol en 1990, lors d'un chantier spectaculaire qui a nécessité l'intervention d'une équipe spécialisée dans les travaux grande hauteur (ETGH) pour poser un échafaudage sur 2 niveaux fixé à la paroi.
La restauration picturale et gnomonique a nécessité un long nettoyage de la table envahie par la végétation et les lichens.